# Taurus (robot)
Taurus är en robot avsedd att användas mot bunkrar och andra markmål. Roboten avfyras från flygplan och använder ett navigeringssystem som bygger på bildigenkänning, tröghetsnavigering, terrängreferenser och GPS för att träffa utvalt mål. Roboten har en räckvidd på 500 kilometer och drivs av en jetmotor. Robotens vikt är 1400 kg varav stridsspetsen, kallad MEPHISTO (Multi-Effect Penetrator HIghly Sophisticated and Target Optimised), väger nästan 500 kg.
Utvecklingen var ett gemensamt projekt av tyska firman EADS och svenska Saab Bofors Dynamics AB

## Användare
Tyskland600 beställda för Tysklands flygvapens Panavia  PA-200 Tornado IDS och Eurofighter Typhoon EF-2000, vilka levererades fram till slutet av 2010.
 Spanien43 beställda för Spaniens flygvapens McDonnell Douglas EF-18A+ Hornets och Eurofighter Typhoon EF-2000, vilka leverades till 2010.
 Sydkorea177 beställda 2013 och levererade 2016–2017, 90 beställda 2018 och levererade 2019–2020 för Sydkoreas flygvapens McDonnell Douglas F-15K Slam Eagle jakt/attackflygplan.
 SverigeI februari 2025 meddelades av Sveriges flygvapen skulle utrusta JAS 39 Gripen med Taurus. 

## Bildgalleri

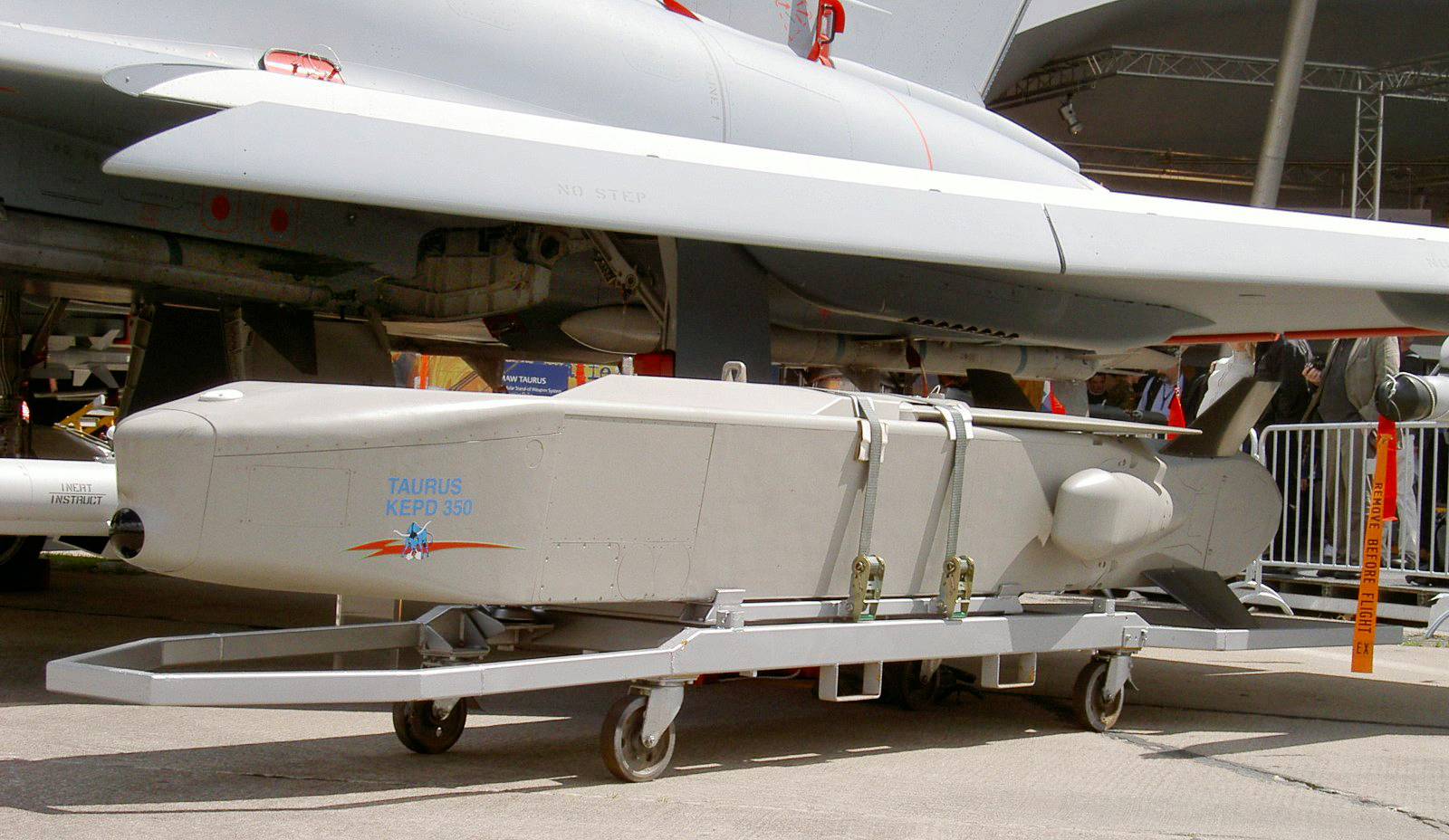
En Taurus KEPD 350.